# Solenanthus apenninus
Solenanthus apenninus är en strävbladig växtart som först beskrevs av Carl von Linné, och fick sitt nu gällande namn av Fischer och C. A. Meyer. Solenanthus apenninus ingår i släktet Solenanthus och familjen strävbladiga växter. Inga underarter finns listade i Catalogue of Life.